# 1 (число)
1 (рус. оди́н; церк.-слав. ѥдинъ, ѥдина, ѥдино, ѥдьнъ, ѥдьна, ѥдиница) — наименьшее натуральное число, целое число между 0 и 2.

## Обозначение
В математике инков единица обозначалась в кипу в виде одного узла на свисающей нити. В кириллической записи чисел единица обозначалась буквой а (азъ). Арабскими цифрами единица записывается как «1».

## Свойства
Единица — единственное положительное число, которое равно своему обратному. Поэтому привело к одному из основных понятий в теории групп — нейтральному элементу, часто называемому просто единицей группы.
Для любого числа x:
x·1 = 1·x = x (см.: умножение).
x/1 = x (см.: деление)
x1 = x, 1x = 1, и для ненулевого числа x, x0 = 1 (см.: возведение в степень)
x↑↑1 = x и 1↑↑x = 1 (см.: суперстепень).
Число 1 не может быть самостоятельно использовано как основа позиционной системы счисления, но существует унарная система счисления, которая основана на многократном суммировании единицы, обозначаемой единственной цифрой в унарной системе, и, соответственно, является непозиционной. Поскольку квадрат, куб и любая другая степень числа 1 равняется единице, логарифмы по основанию 1 от числа, не равного 1, не существуют. Логарифм числа 1 по основанию 1 также не определён, так как за его значение может быть принято любое число.
В настоящее время в математике принято не относить единицу ни к простым, ни к составным числам, так как это нарушает важную для теории чисел единственность разложения на простые множители. Последним из профессиональных математиков, кто рассматривал 1 как простое число, был Анри Лебег в 1899 году.
Число 1 — наименьшее натуральное число, большее нуля (является ли нуль натуральным числом — зависит от принятых соглашений). Иногда за определение 1 принимают утверждение «при умножении единицы на любое другое число в результате получается это же число», а натуральные числа определяют, исходя из определений единицы и операции сложения.
Единица также используется в тождестве Эйлера — математическом соотношении пяти констант математики — собственно единицы, нуля, e, π и i:
{\displaystyle e^{\pi i}+1=0.}
Числом 1 также оказалась константа Лежандра. Изначально сам Лежандр высказал гипотезу о том, что она равна примерно 1,08366, но впоследствии Чебышёв, а затем Валле-Пуссен и Пинтц доказали элементарность этого числа, и константа Лежандра стала иметь лишь историческую ценность.

## История
Ряд знаменитых учёных Древней Греции рассматривали каждое из натуральных чисел как собрание единиц; сама же единица числом не считалась. В XVII веке Декарт и Ньютон приняли в своих трудах более современную точку зрения на сущность числа. Ньютон в трактате «Универсальная арифметика» писал:

Под числом мы понимаем не столько множество единиц, сколько отвлечённое отношение какой-нибудь величины к другой величине того же рода, принятой за единицу.
Оригинальный текст (лат.)Per Numerum non tam multitudinem unitatum quam abstractam quantitatis cujusvis ad aliam ejusdem generis quantitattem quae pro unitate habetur rationem intelligimus.

В XX веке понятие числа окончательно отделилось от операции измерения и рассматривается как чисто математический объект, свойства которого задаются набором аксиом.

## Вариации и обобщения
Единица — единственное положительное число, которое равно своему обратному. Поэтому обобщение этого свойства привело к одному из основных понятий в теории групп — понятию нейтрального элемента, который часто называют просто единицей группы.
Единица является автоморфным числом в любой позиционной системе счисления.
В представлении фон Неймана для натуральных чисел единица определяется как множество {0}. Это множество имеет кардинальность 1 и наследственный ранг 1. Такие множества с единственным элементом называются синглетонами.

### Комментарии
1. ↑  Ноль традиционно в русских источниках не считается натуральным числом, но считается у французских и ряда других авторов